# تود بولز
تود بولز (بالإنجليزية: Todd Bowles)‏ هو مدرب رياضي أمريكي، ولد في 18 نوفمبر 1963 في إليزابيث في الولايات المتحدة.

## وصلات خارجية
- تود بولز على موقع مرجع كرة القدم المحترفة.كوم (الإنجليزية)